# MonoDevelop
MonoDevelop(Xamarin Studio)은 리눅스, macOS, 윈도우용 오픈 소스 통합 개발 환경이다. 모노와 닷넷 프레임워크를 사용하는 프로젝트 개발에 초점을 두고 있다.
MonoDevelop은 자동 완성, 소스 제어, 그래픽 사용자 인터ㅔ이스(GUI)및 웹 디자이너와 같은 NetBeans와 마이크로소프트 비쥬얼 스튜디오 와 비슷한 기능을 하나로 합쳤다.
또한 MonoDevelop은 GTK GUI디자이너, Boo , C , C++ , C# , CIL , D , F# , Java , Oxygene , Vala , JavaScript , TypeScript 및 Visual Basic.NET을 지원한다.
2018년 이후 개발이 더딘 상황이며 업데이트가 되지 않고 있다. 이로인해 더 이상 Ubuntu 22.04과 같은 주요 운영체제에서는 설치 할 수 없다. 모회사인 마이크로소프트는 리눅스를 비롯한 여러 운영체제에 사용 중인 비쥬얼 스튜디오 및 닷넷 프레임워크에 주력을 기울이고 있다.
유니티 게임 엔진에서도 사용되고 있었다. 2018년 이전 버전의 유니티에서는 유니티 컴파일러의 복합 플랫폼 비디오 게임을 컴파일 하는데 사용하는 고급 C# 스크립트를 활성화하는데 사용했다. 업데이트가 멈춘 이후로는 유니티도 MonoDevelop을 사용하지 않고 비쥬얼 스튜디오를 사용한다.

## 역사
2003년 후반 모노 커뮤니티의 개발자 그룹이 윈도우 폼에서 리눅스의 CNOME(GTK) 툴킷으로 성공적인 닷넷 오픈소스 IDE인 SharpDevelop를 마이그레이션하기 시작했다. 이후 MonoDevelop는 다른 Mono 프로젝트에 병합되었다.
2021년 10월, 이슈 트래커에서 프로젝트가 더 이상 유지 및 보수 되지 않을 것을 발표했다.

## 기능
- 다중 플랫폼 IDE 및 사용자 프로젝트(Linux, Windows 및 macOS)
- 다국어(C#, F#, Visual Basic .NET, C/C++, Vala, JavaScript, TypeScript)
- C#, Visual Basic, Boo, Java(IKVM) 및 C/C++용 프로젝트 템플릿
- C#, 코드 템플릿, 코드 접기 에 대한 코드 완성 지원
- 사용자 정의 가능한 창 레이아웃, 사용자 정의 키 바인딩, 외부 도구
- Mono 및 네이티브 애플리케이션 디버깅을 위한 통합 디버거
- 통합 컴파일러(C# 6.0까지 지원)
- GTK# 사용자 인터페이스를 그래픽으로 구축하는 GTK# Visual Designer
- XSP (Mono 웹 서버) 에서 코드 완성 지원 및 테스트가 포함된 ASP.NET 웹 프로젝트
- 소스 제어, 메이크파일 통합, 단위 테스트, 패키징 및 배포, 현지화

### UI 빌더
MonoDevelop에는 버전 0.1부터 Stetic이라는 GTK# GUI 디자이너가 포함되어 있다. C#으로 GTK+ 사용자 인터페이스를 개발한다. Stetic은 Glade Interface Designer 와 매우 유사 하지만 드래그를 통해 활성화되는 방식으로 MonoDevelop에 통합되어있다. 다만, 프로그래머가 아직 구체적인 레이아웃을 고려하지 않은 상태라면 Qt Designer 및 비쥬얼 스튜디오 같은 것보다 작업하기가 더 어렵다는 평론이다.

## 같이 보기
- 모노 (소프트웨어)
- 글레이드 인터페이스 디자이너
- 자마린
- 샤프디밸롭
- 비주얼 스튜디오
- 비주얼 스튜디오 코드